# Franca Florio
Franca Florio, née Francesca Paola Jacona della Motta le 27 décembre 1873 à Palerme et morte le 10 novembre 1950 à Vecchiano, est une noble italienne parmi les plus en vue de la Belle Époque.
Par son mari, l'entrepreneur et armateur sicilien Ignazio Florio Jr., elle est un des membres les plus célèbres de la famille Florio, dynastie la plus riche d'Italie au début du XXe siècle. Le ballet narratif Franca Florio, regina di Palermo est intitulé en son honneur.

## Biographie

### Jeunesse et mariage
Franca Jacona naît sous le nom de Francesca Paola Jacona della Motta le 27 décembre 1873 à Palerme dans une famille de la haute aristocratie sicilienne appauvrie. Son frère est en effet le baron Franz Jacona della Motta de San Giuliano, tandis que ses parents sont le baron de San Giuliano, Pietro Jacona di San Giuliano, et Costanza Notarbartolo di Villarosa (sœur de Pietro Notarbartolo, duc de Villarosa),.
Sa mère descend donc de plusieurs des familles siciliennes et européennes les plus en vue du siècle précédent : les ducs de Villarosa, la maison de Moncada (dynastie d'origine catalane ayant donné des cardinaux, des vice-rois de Navarre, des vice-rois de Sicile et des gouverneurs des Pays-Bas) et les Lucchesi-Palli, princes de Campofranco.
Bien que venant d'une famille appauvrie, son ascendance de la haute noblesse fait donc de Franca Jacona della Motta un très bon parti, notamment pour la haute bourgeoisie sicilienne en quête de noblesse. Par conséquent, le 11 février 1893, à l'âge de 19 ans, elle épouse l'entrepreneur et armateur sicilien Ignazio Florio Jr..
Ignazio a perdu son père deux ans plus tôt et a donc hérité de la majeure partie des biens de la famille Florio. Il est ainsi en possession de la Cantine Florio, alors la plus grande société sicilienne de production de vins de marsala mais aussi de la majorité des thonaires de Sicile (lieux de pêche du thon, alors secteur d'activité important sur l'île), de la Fonderie Oretea, de la banque Banca Florio (auparavant sous-branche de la banque des Rothschild) et d'une grande flotte de yachts et de bateaux à vapeur.

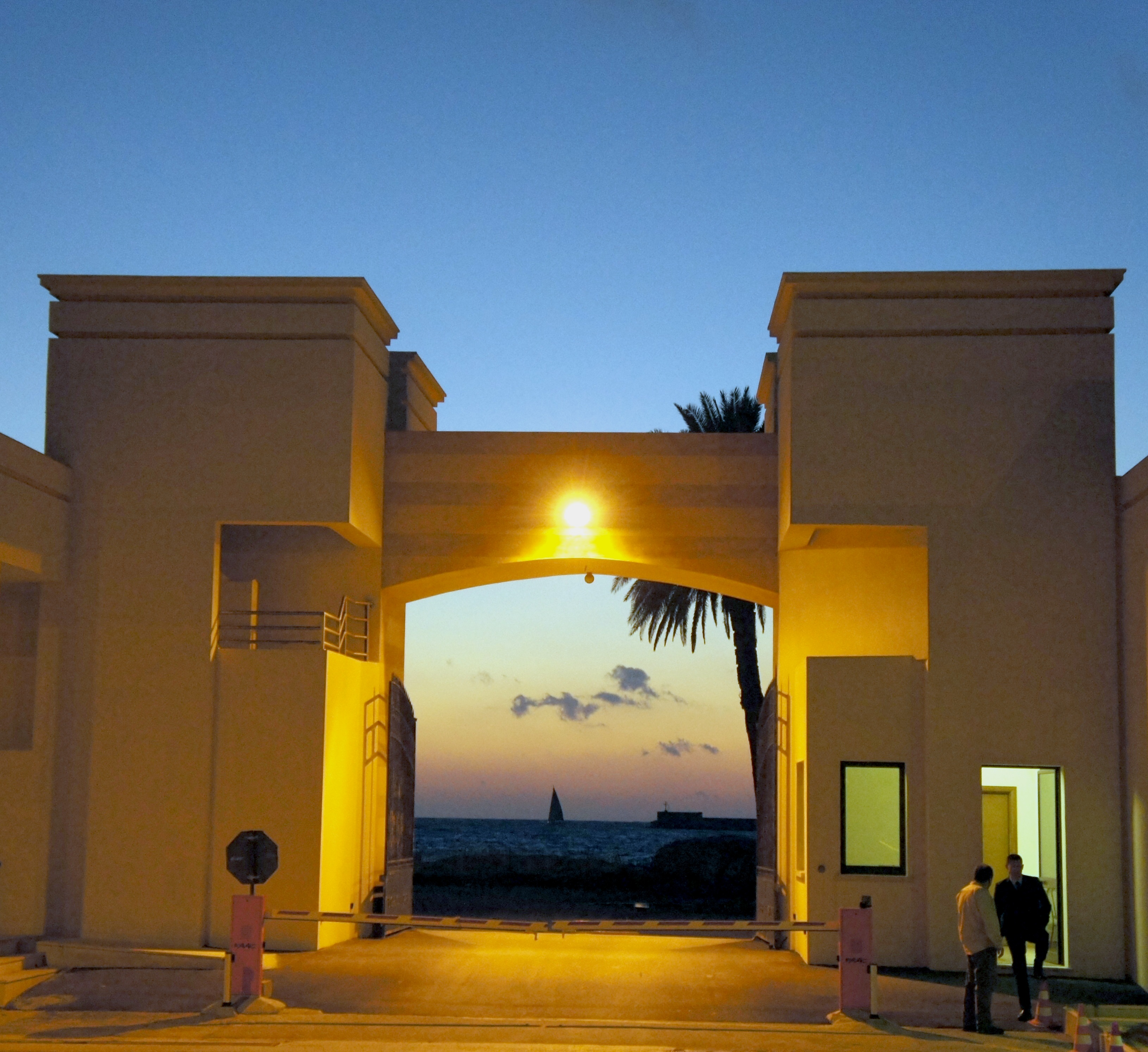
Entrée des Cantine Florio, productrice de vins de marsala.
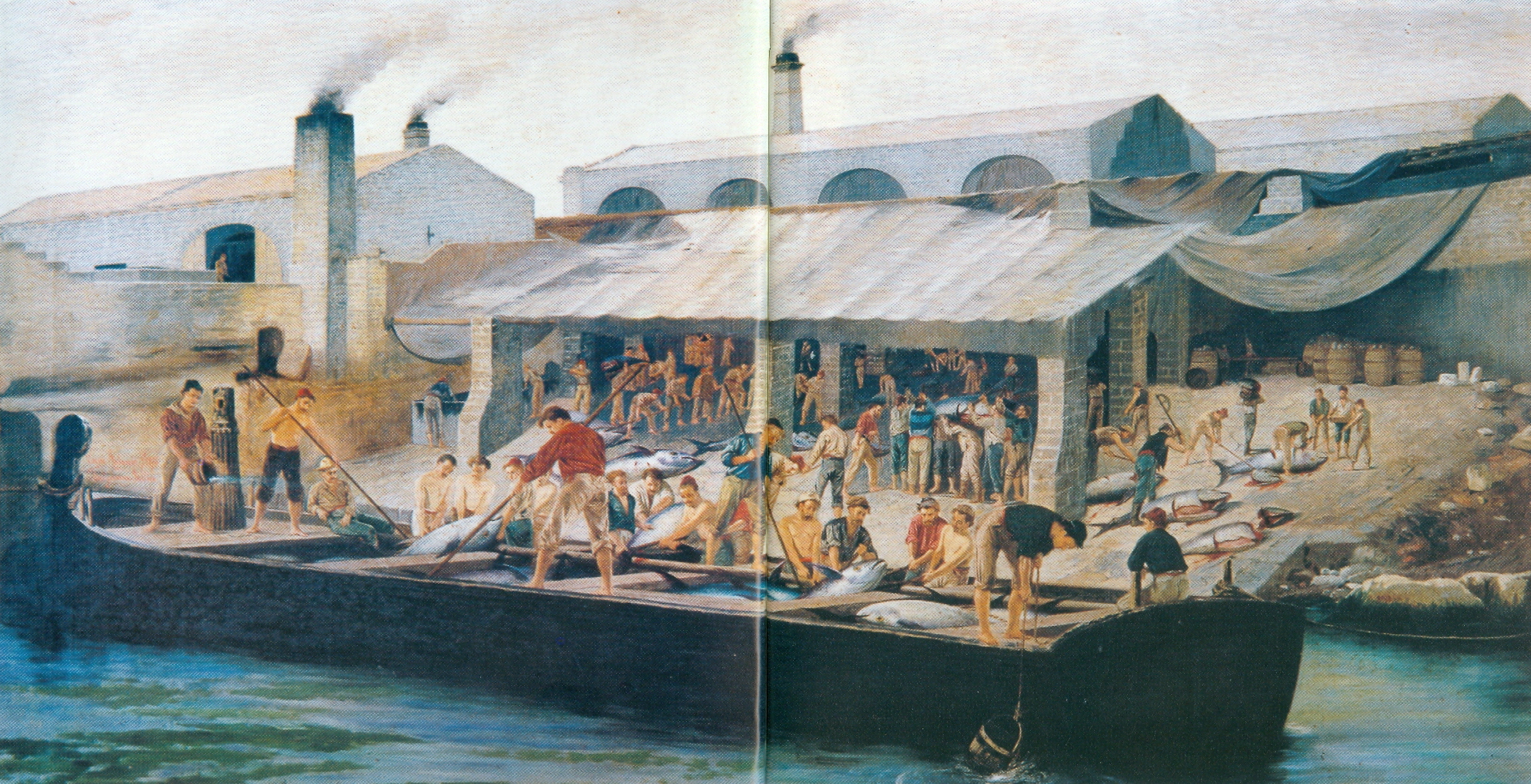
La thonaire de Favignana, une des nombreuses possédées par les Florio.
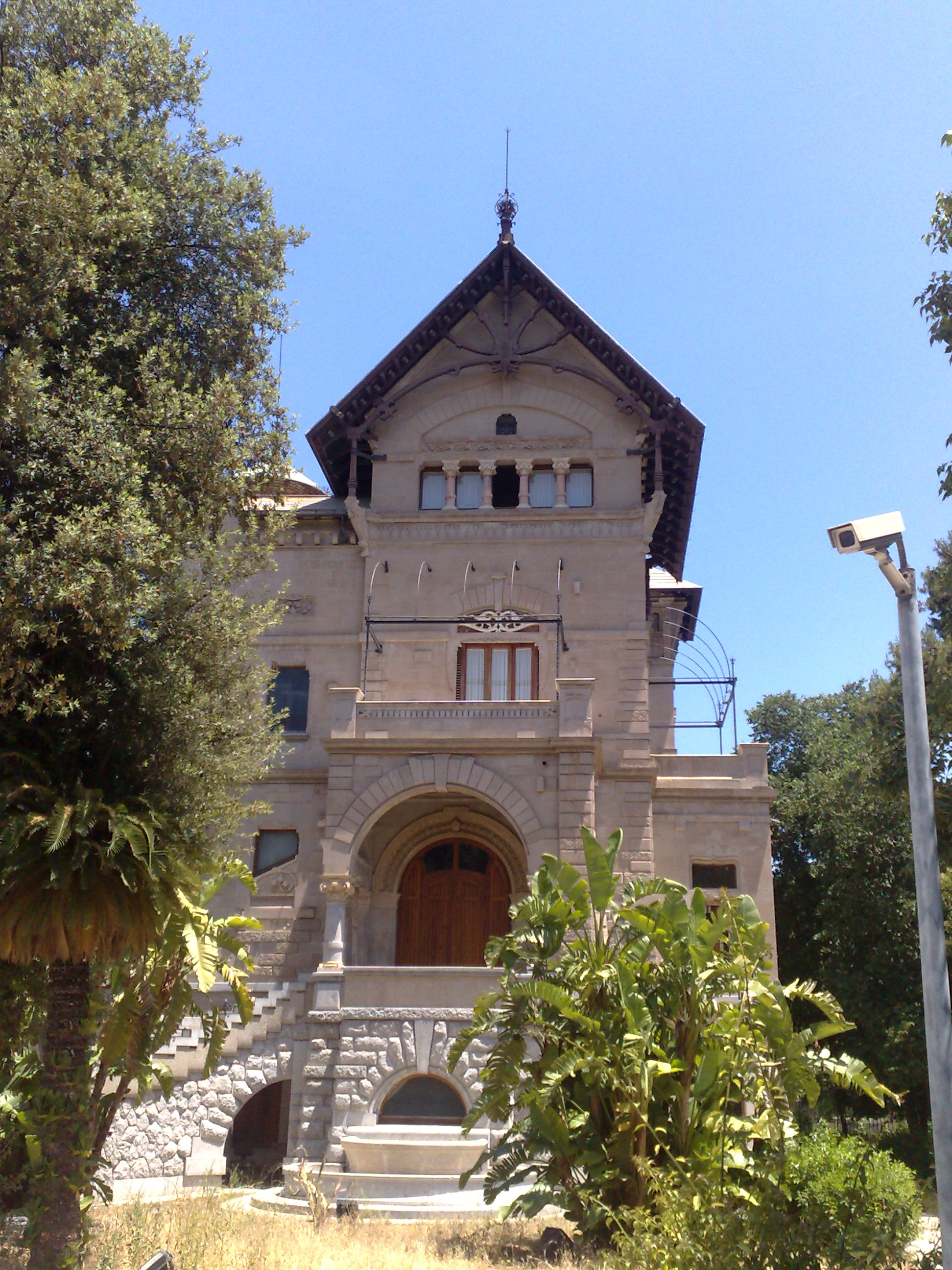
Le Palais Florio de Palerme.

### Vie mondaine
Après son mariage avec le riche entrepreneur et armateur Ignazio Florio Jr., elle devient une figure majeure de la vie mondaine européenne. Au début du XXe siècle, et notamment sous l'influence de la famille Florio et des riches commerçants anglais, la Sicile est devenue avec les villes de Taormine et de Palerme un lieu de rencontre important de l'élite européenne. Franca Florio parcourt ainsi les côtes de son île natale ainsi que la Côte d'Azur française et la Riviera méditerranéenne à bord des yachts Sultana et Aegusa appartenant à sa famille ou à bord du célèbre Christina O, encore aujourd'hui le 31e plus long mega-yacht du monde et qui appartenait alors au milliardaire grec Aristote Onassis.
Franca Florio est aussi une mécène et elle est ainsi proche de l'écrivain italien Gabriele D'Annunzio, héros de la Première Guerre mondiale et principal représentant du décadentisme italien, qui écrira L'Enfant de volupté en 1889 et Les Vierges aux rochers en 1895, qui la surnommera l’Unique (l'Unica). En 1901, elle rencontre aussi le peintre et illustrateur italien Giovanni Boldini, portraitiste de réputation internationale travaillant principalement à Paris et à Londres, qui fera d'elle un célèbre portrait : le Portrait de Franca Florio. Un second portrait de Franca Florio toujours par le même artiste a été acheté par les Rothschild et exposé à la Biennale de Venise en 1903.
Dans les mêmes années, elle fait aussi la rencontre de l'empereur Guillaume II d'Allemagne qui devient un de ses admirateurs et la surnomme affectivement la Stella d'Italia (c'est-à-dire l’Étoile d'Italie) en référence à sa beauté. Il lui rend plus tard de multiples visites à Palerme avec sa femme, l'impératrice de Prusse Augusta-Victoria de Schleswig-Holstein-Sonderbourg-Augustenbourg.
Dans son palais à Palerme, Franca Florio accueille aussi le roi Édouard VII du Royaume-Uni, également empereur des Indes, et sa femme la princesse Alexandra de Danemark. Des personnalités du monde du cinéma ou de la chanson, notamment des actrices ou des cantatrices, ne manquent pas non plus de lui rende visite. On compte ainsi l'actrice suédoise Greta Garbo, l'américaine Grace Kelly (future princesse de Monaco) et la cantatrice grecque Maria Callas parmi ses invités.
Les nombreux autres artistes dont elle a été la mécène ou qui la célèbrent pour sa beauté sont, dans le désordre : le poète italien de langue romanesca Carlo Alberto Salustri dit Trilussa, le compositeur d'opéra italien Pietro Mascagni, l'homme de lettre et dandy français Robert de Montesquiou, le peintre palermitain Ettore De Maria Bergler, le compositeur italien Ruggero Leoncavallo et enfin la journaliste et nouvelliste italo-grecque Matilde Serao.

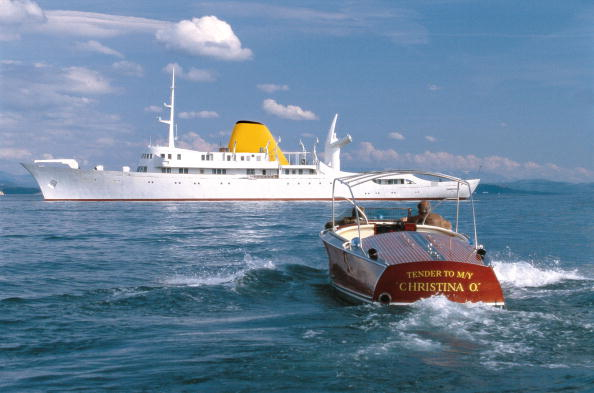
Le yacht Christina O à bord duquel Franca Florio voyagea régulièrement.
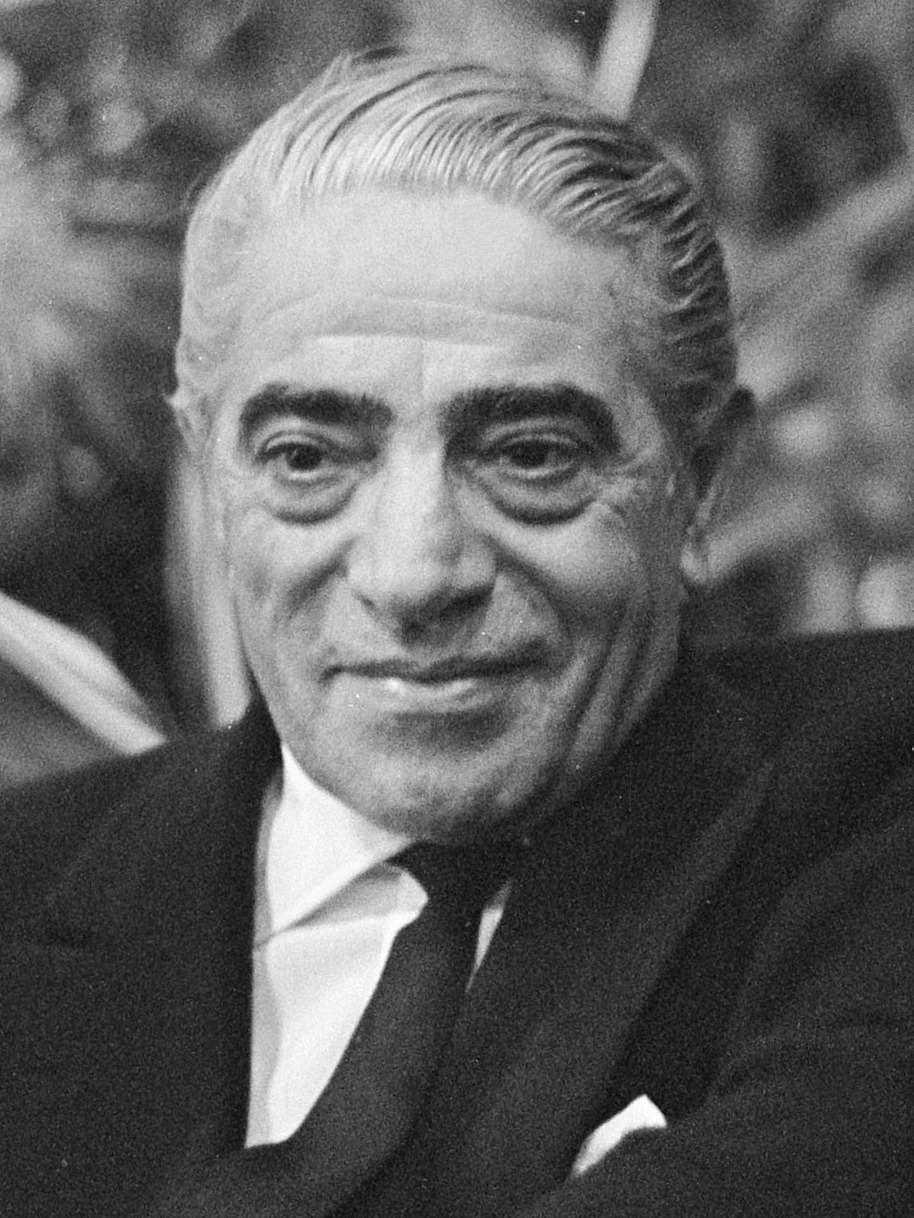
Le milliardaire Aristote Onassis, proche des Florio.
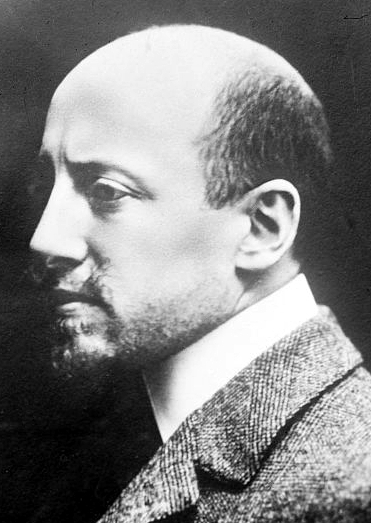
L'écrivain italien Gabriele D'Annunzio.
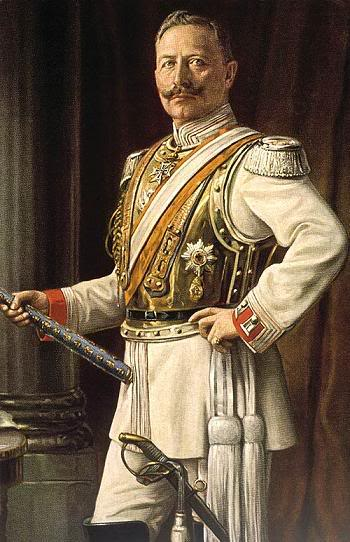
L'empereur Guillaume II, admirateur de Franca Florio.
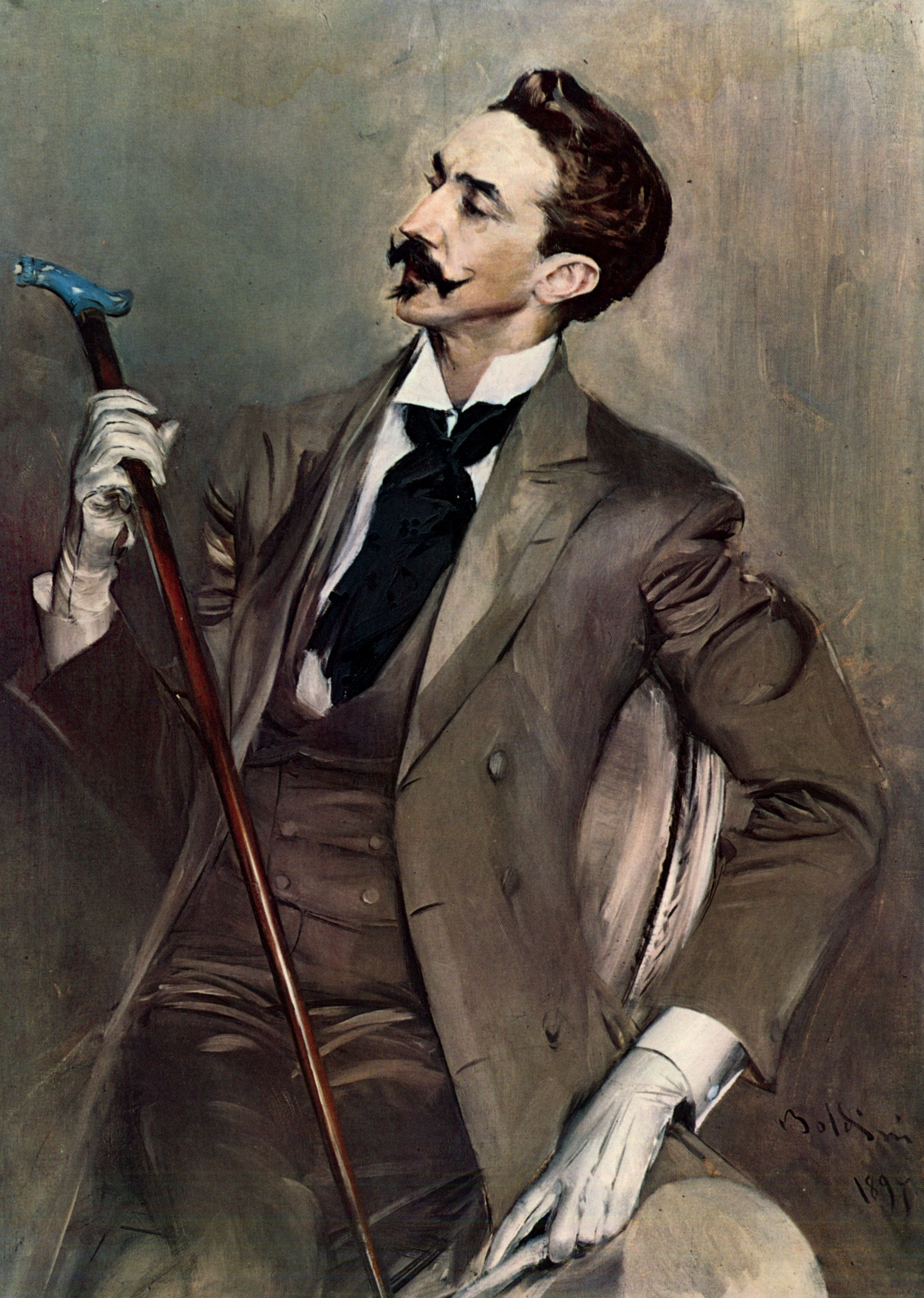
Le dandy français Robert de Montesquiou, proche de Franca Florio.

### Décès

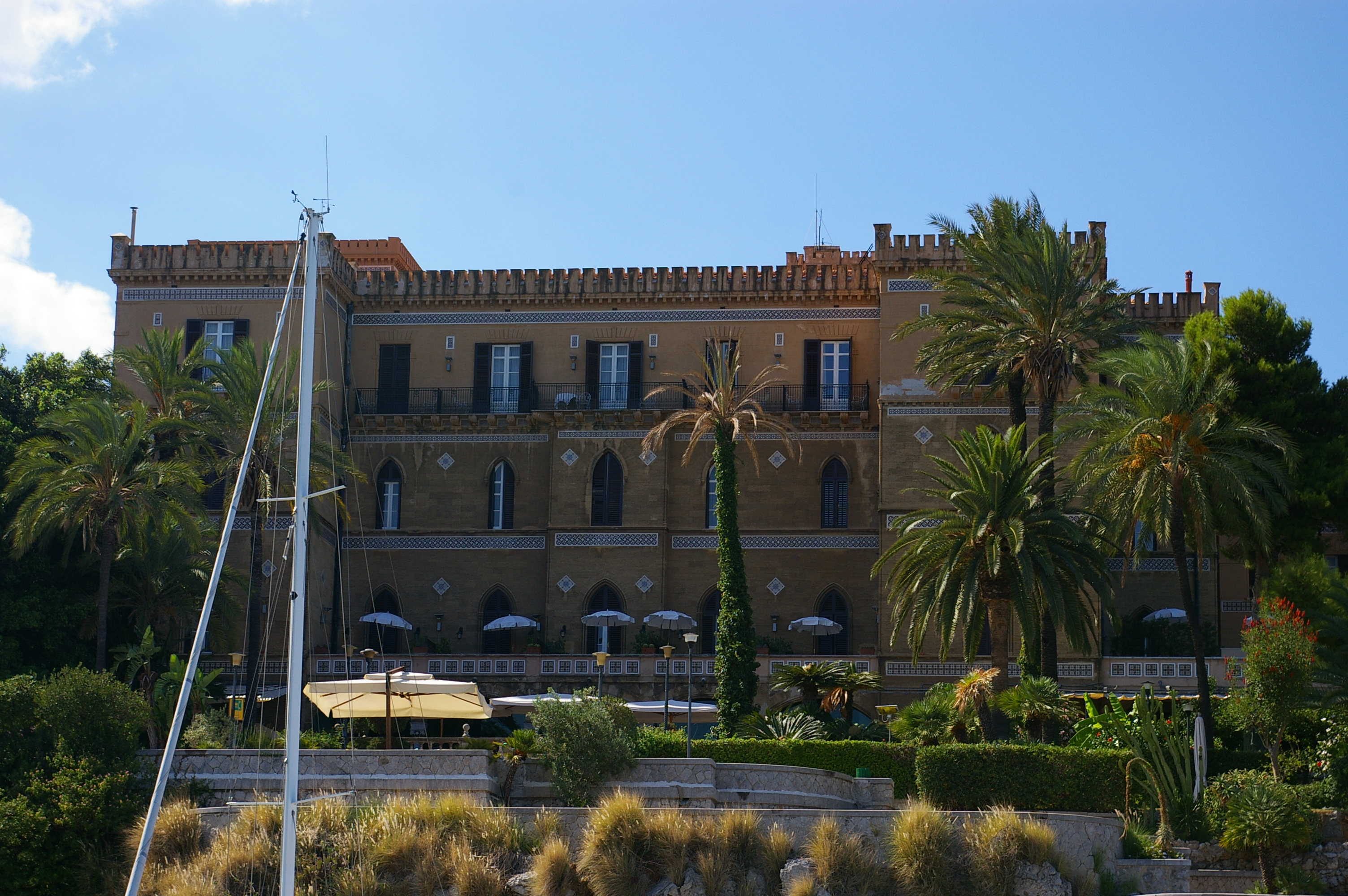
La Villa Igea à Palerme appartenant au Florio et nommée en l'honneur de Costanza Igea Florio.

Après la banqueroute de son mari Ignazio Florio Jr. consécutive à la Seconde Guerre mondiale et les nombreux problèmes financiers que sa famille doit donc affronter, elle se réfugie dans la Villa Salviati, propriété de sa fille Costanza Igea Florio, située dans le hameau de Migliarino Pisano, dans la commune de Vecchiano (près de Pise),. 
Profondément affecté par la mort d'une partie de ses proches et ayant gardé un fort ressentiment après la mort de son fils, Baby Boy, en 1903, elle tombe malade et son état s'aggrave avec le temps. Le 10 novembre 1950, à l'âge de 77 ans, elle décède donc dans la villa Salviati à Vecchiano,.

## Descendance et généalogie
Franca Florio et son époux l'entrepreneur et armateur Ignazio Florio Jr. ont eu cinq enfants, dont seuls deux sont parvenus à l'âge adulte :
- Giovanna Florio (1893-1902), morte en bas âge.
- Ignazio Florio (1898-1903), mort en bas âge et surnommé Baby Boy, il aurait dû hériter de la fortune de la famille Florio[4].
- Giacobina Florio, mort-née.
- Costanza Igea Florio (1900-1974), qui épouse le duc Salviati avec qui elle aura une fille, la future princesse Sforza Ruspoli[1].
- Giulia Florio (1909-1989), qui épouse le marquis espagnol et comte palatin Achille Belloso Afan de Rivera, avec qui elle a cinq enfants. À la mort de Giulia en 1989, la famille Florio s'éteint définitivement[8].

## Œuvre d'art éponymes

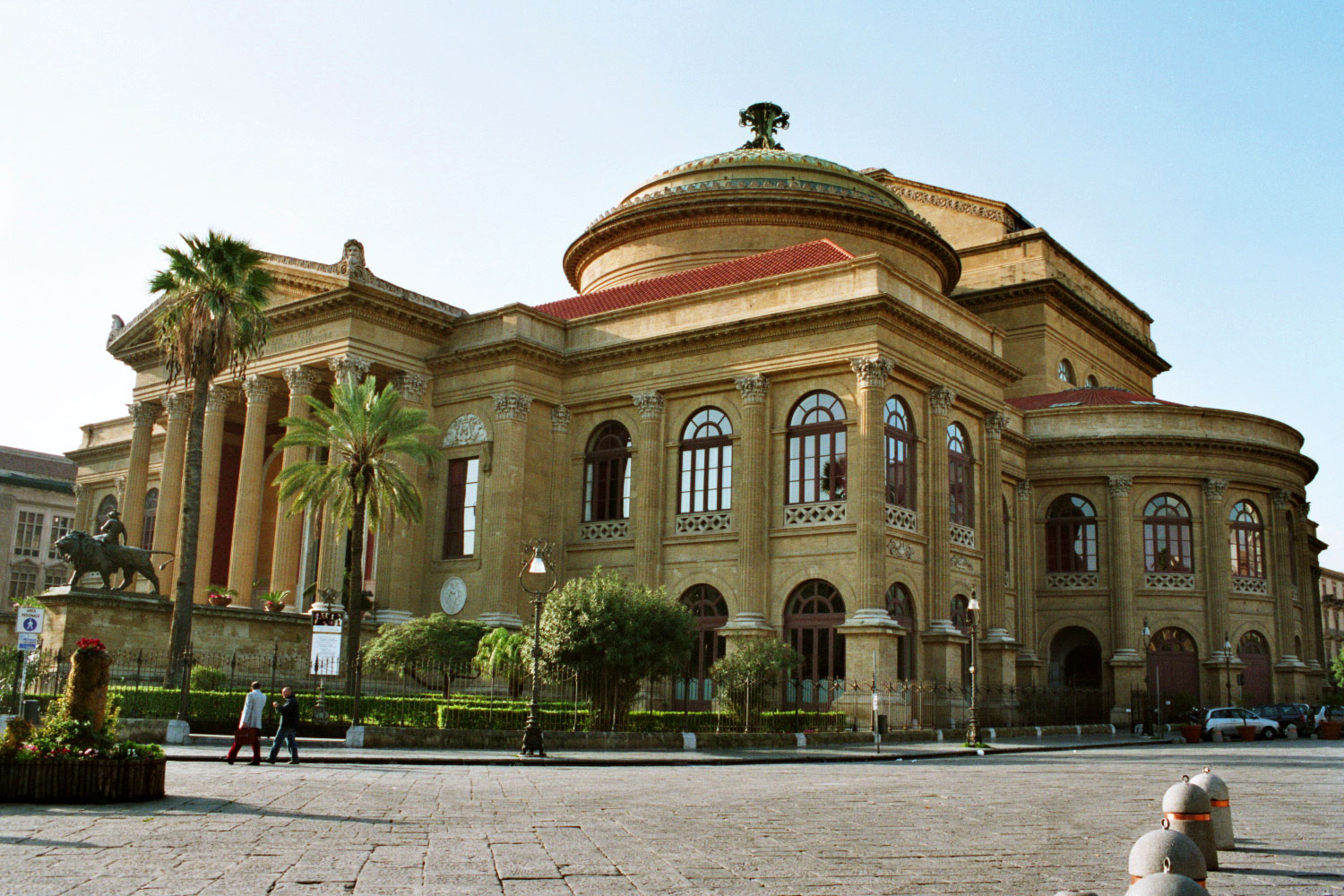
Le Teatro Massimo de Palerme qui commanda le ballet narratif.

Franca Florio, regina di Palermo est un ballet narratif en deux actes, avec musique de Lorenzo Ferrero et scénario, chorégraphie et mise en scène de Luciano Cannito. Commandé par le Teatro Massimo de Palerme, l'œuvre a été créée le 22 novembre 2007, avec Carla Fracci dans le rôle principal, et remontée en juin 2010.
Placée en Sicile, l'histoire s'appuie sur la vie de Franca Florio et retrace les moments les plus importants de sa vie à partir de sa retraite sur l'île de Favignana. Son passé est exploré en ordre chronologique, par le biais de longs flashbacks. L'histoire des Florio, marquée par nombreux succès mondains, mais aussi par des événements tragiques, est en partie la métaphore de l'échec du développement industriel de la Sicile au début du XXe siècle.
Les nombreux personnages représentés sont, outre Franca Florio, les autres membres de sa famille (Ignazio Florio Jr., Giovanna Florio et la mère d'Ignazio), l'empereur Guillaume II et sa femme l'impératrice de Prusse Augusta-Victoria de Schleswig-Holstein-Sonderbourg-Augustenbourg, le roi Édouard VII et sa femme la princesse Alexandra de Danemark, ainsi que le peintre Giovanni Boldini.